# フィリップ・テリー
フィリップ・テリー（Phillip Terry、1909年3月7日 - 1993年2月23日）は、アメリカ合衆国の俳優。

## 出演作品
- 嵐の学園
- 無法は殺せ
- 生れながらの殺し屋
- 遥かなる我が子
- 失われた週末（ウィック・バーナム）
- バターン特命隊